# Titanonarke
Titanonarke è un genere di pesci cartilaginei estinto, appartenente ai torpediniformi. Visse nell'Eocene inferiore (circa 50 - 49 milioni di anni fa) e i suoi resti fossili sono stati ritrovati in Italia, nel famoso giacimento di Bolca.

## Descrizione
Questo animale assomigliava molto alle torpedini attuali del genere Narcine, ma le dimensioni erano molto più grandi: la lunghezza di un esemplare adulto poteva raggiungere il metro di lunghezza. Titanonarke era inoltre caratterizzato da un alto numero di vertebre (tra 133 e 155) rispetto agli altri membri della famiglia Narcinidae. Altre caratteristiche di questo animale erano le grandi cavità tra le pinne pettorali e lo scheletro assiale (occupate dall'animale in vita da grandi organi elettrici), cartilagini antorbitali dirette anteriormente e a forma di ventaglio, assenza di denticoli dermici, processi prepelvici allungati e copula basibranchiale arrotondata con una piccola parte caudale. 

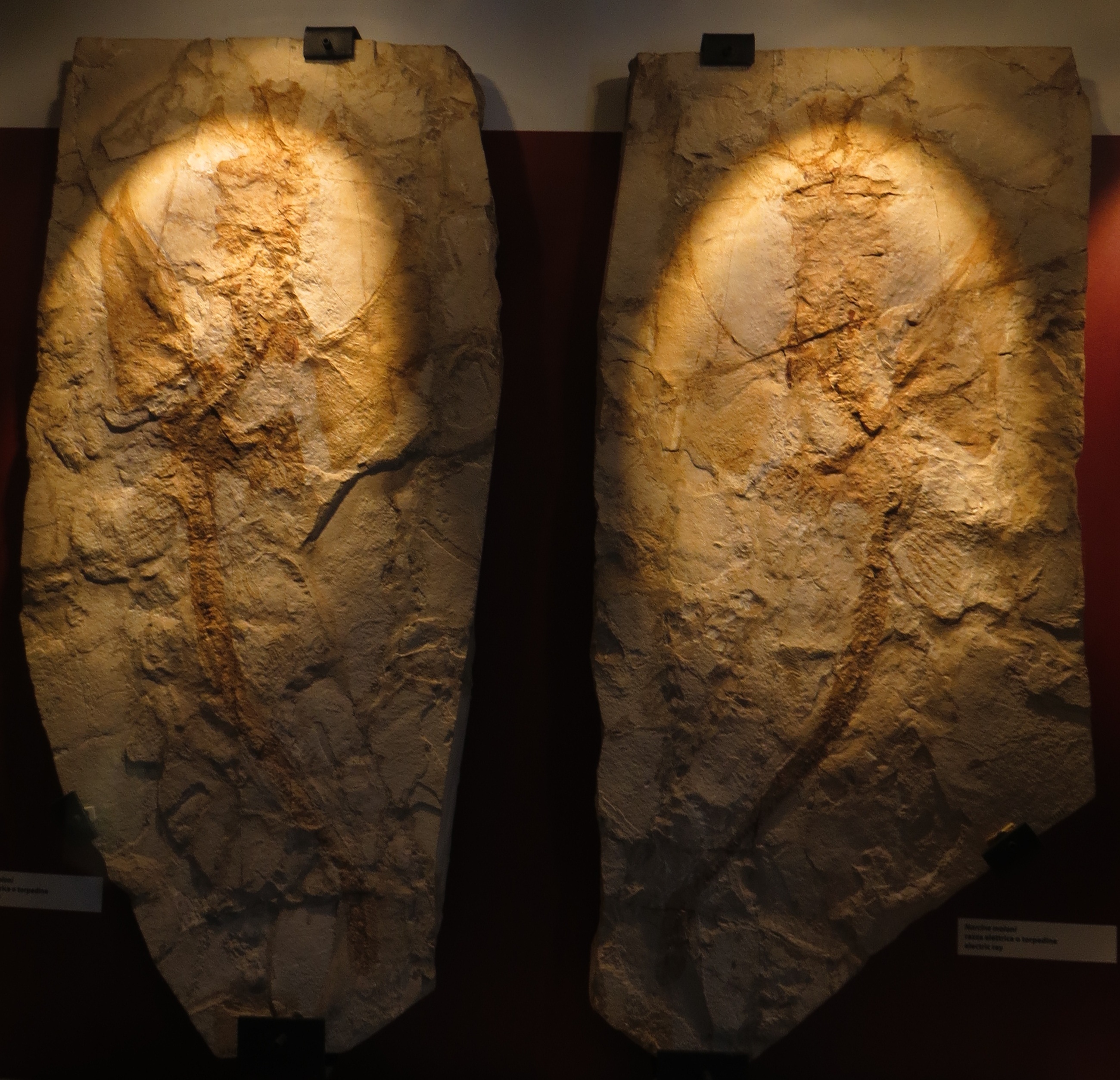
Impronta e controimpronta di un fossile di Titanonarke molini

## Classificazione
Titanonarke è considerato un membro dei Narcinidae, un gruppo di torpedini attualmente rappresentato da numerose specie dell'Indo-Pacifico e dell'oceano Atlantico. I fossili di Titanonarke sono stati ritrovati in terreni della fine dell'Eocene inferiore nella famosa Pesciara di Bolca, in provincia di Verona. Inizialmente i fossili attribuiti a questo genere vennero descritti come Narcine molini da Otto Jaekel nel 1893. Solo nel 2010 questi fossili, e altri ancora scoperti successivamente, vennero attribuiti a un nuovo genere di batoidei, Titanonarke, attribuito alla famiglia Narkidae. Successivi studi hanno indicato che Titanonarke era in realtà un membro arcaico dei Narcinidae (Marramà et al., 2018). Oltre alla specie tipo Titanonarke molini, lo studio del 2018 ha riconosciuto un'altra specie, T. megapterygia, caratterizzata da un notevole sviluppo delle pinne pettorali.